# Hong Kong Airlines
Hong Kong Airlines is een luchtvaartmaatschappij uit Hongkong.

## Geschiedenis
Hong Kong Airlines is opgericht in 2001 als CR Airways. In 2006 werd de naam gewijzigd in Hong Kong Airlines.

## Bestemmingen
Hong Kong Airlines voert lijnvluchten uit naar: 
Binnenland:
- Changsha, Fuzhou, Guilin, Haikou, Jinan, Kunming, Nanning, Qingdao, Shijiazhuang, Tianjin, Xiamen.

- Hongkong

Buitenland:
- Cheongju, Daegu, Hanoi, Kagoshima, Luzon, Vancouver, Perth, Brisbane en Bangkok.

## Vloot
De vloot van Hong Kong Airlines bestaat uit:(juli 2016)
- 11 Airbus A320
- 14 Airbus A330-200
- 7 Airbus A330-300

Ook heeft Hong Kong Airlines een Boeing 737-300F (vrachtvliegtuig) in bezit met nog 2 orders. Deze zullen worden gebruikt voor vrachtdiensten tussen Hongkong, Hangzhou en Ho Chi Minhstad.